# Get a Life
Get a Life is een Amerikaanse sitcom van de zender Fox en liep van 23 september 1990 tot 8 maart 1992.
Chris Elliott speelt de 30-jarige krantenbezorger Chris Peterson, die in een kamer boven de garage van zijn ouderlijk huis woont. De titelsong van de show is het nummer "Stand" van de band R.E.M.
Get a Life werd bedacht door Elliott en Adam Resnick (beide voormalig komedieschrijvers voor de Late Night with David Letterman) en David Mirkin, een producer van The Simpsons.

## Cast
- Chris Elliott - Chris Peterson
- Bob Elliott - Fred Peterson
- Elinor Donahue - Gladys Peterson
- Sam Robards - Larry Potter (1990-1991)
- Robin Riker - Sharon Potter
- Brian Doyle-Murray - Gus Borden (1991-1992)

## Afleveringen
Seizoen 1
1. Terror on the Hell Loop 2000
2. The Prettiest Week of My Life
3. Dadicus
4. A Family Affair
5. Pile of Death
6. Paperboy 2000
7. Drivers License
8. The Sitting
9. Bored Straight
10. Zoo Animals on Wheels
11. Roots
12. The Counterfeit Watch Story
13. Chris vs. Donald
14. Chris Wins a Celebrity
15. Houseboy 2000
16. Married
17. Camping 2000
18. The Construction Worker Show
19. The Big City
20. Neptune 2000
21. The One Where Chris and Larry Switch Lives
22. Psychic 2000

Seizoen 2
1. Chris Moves Out
2. Larry on the Loose
3. Meat Locker 2000
4. Health Inspector 2000
5. Chris Gets His Tonsils Out
6. Prisoner of Love
7. Chris Becomes a Male Escort
8. Girlfriend 2000
9. Chris' Brain Starts Working
10. Bad Fish
11. SPEWEY and Me
12. 1977 2000
13. Clip Show